# Villa Hidalgo kommun, Jalisco
Villa Hidalgo är en kommun i Mexiko.   Den ligger i delstaten Jalisco, i den centrala delen av landet, 400 km nordväst om huvudstaden Mexico City.
Följande samhällen finns i Villa Hidalgo:
- Villa Hidalgo
- Los González
- Los Yáñez
- Custique
- San Ignacio de Abajo